# Даутли (дем Кукуш)
Вижте пояснителната страница за други значения на Даутли.
Даутли или Даутлия (на гръцки: Δαφνοχώρι, Дафнохори, катаревуса: Δαφνοχώριον, Дафнохорион, до 1927 Δαουτλή, Даутли) е село в Егейска Македония, Гърция, дем Кукуш (Килкис) на административна област Централна Македония. Даутли има население от 63 души (2001).

## География
Селото се намира на около 9 километра западно от град Кукуш (Килкис) в Солунското поле.

## История

### В Османската империя
През XIX век и началото на XX век, Даутли е малко селище с изцяло българско население, числящо се към Кукушката (Аврет Хисарската) кааза. В „Етнография на вилаетите Адрианопол, Монастир и Салоника“, издадена в Константинопол в 1878 година и отразяваща статистиката на населението от 1873 година, Даутлия (Daoutlya) е посочено като село в каза Аврет хисар с 35 къщи и 190 жители българи. Според статистиката на Васил Кънчов от 1900 година селото брои 90 жители, всички българи християни.
В началото на XX век цялото село Даутли е под върховенството на Българската екзархия. По данни на секретаря на екзархията Димитър Мишев в 1905 година в Даутли (Daoutli) има 120 българи екзархисти и в селото функционира българско училище.

### В Гърция
Селото остава в Гърция след Междусъюзническата война. В 1927 година Даутли е прекръстено на Дафнохори. Българското население се изселва в България и през 20-те години на негово място са заселени гърци бежанци от Турция. В 1928 година Даутли и Дурасанли са записани заедно пад името Дафнохори като изцяло бежанско село с 39 бежански семейства със 155 души.

## Личности
Родени в Даутли
- Иван Атанасов Дионисиев, служил в 64-ти пехотен полк в Българската армия, загинал през Първата световна война[7]